# Le Principe de raison
Le Principe de raison (Der Satz vom Grund) est une œuvre du philosophe allemand Martin Heidegger, datant de 1957, traduite en français en 1962 par André Préau, et préfacée par Jean Beaufret.
Il s'agit à l'origine d'une série de conférences, dans lesquelles Martin Heidegger amène son auditoire à méditer sur le principe de raison suffisante. Ce principe a été théorisé explicitement par Leibniz (par exemple dans sa théodicée), puis par Arthur Schopenhauer dans sa thèse de doctorat (De la quadruple racine du principe de raison suffisante).
Heidegger s'inspire aussi des poètes, notamment du distique « La rose est sans pourquoi, fleurit parce qu'elle fleurit / N'a souci d'elle-même, ne désire être vue » d'Angelus Silesius.
La théorie de la métaphore, qui est exposée aux pages 123 à 126 de l'ouvrage, est discutée par Jacques Derrida dans « La mythologie blanche », et par Paul Ricœur dans La métaphore vive (ch. VIII).